# Tomoya Kitamura
Tomoya Kitamura (北村 知也 Kitamura Tomoya?), född 15 september 1996 i Miyazaki prefektur, är en japansk fotbollsspelare.
Kitamura började sin karriär 2019 i Roasso Kumamoto.